# جائزة موناكو الكبرى 2012
جائزة موناكو الكبرى 2012 هو سباق فورمولا 1 أقيم بتاريخ 27 مايو 2012 في حلبة موناكو. كان السادس من أصل 20 في بطولة العالم لسباقات الفورمولا واحد موسم 2012. حلّ الأسترالي مارك ويبر أولا بينما جاء الألماني نيكو روسبيرغ في المركز الثاني وحصل على المركز الثالث الإسباني فرناندو ألونسو.